# Distretto di Chilca (Junín)
Il distretto di Chilca  è uno dei ventotto distretti della provincia di Huancayo, in Perù. Si trova nella regione di Junín e si estende su una superficie di 8,3 chilometri quadrati.